# Papaoutai
"Papaoutai"  (Papa, où t'es ?, phát âm [papa u tɛ], tạm dịch là "Ba đang ở đâu?") là một bài hát của nghệ sĩ người Bỉ Stromae nằm trong album phòng thu thứ hai Racine carée. Nó được phát hành như một đĩa đơn dưới dạng tải nhạc ở Bỉ vào ngày 13 tháng 5 năm 2013. Bài hát được đứng đầu xếp hạng ở Bỉ và Pháp vào năm 2013.

## Phiên bản khác
| Tải nhạc | Tải nhạc                         | Tải nhạc   |
| STT      | Nhan đề                          | Thời lượng |
| -------- | -------------------------------- | ---------- |
| 1.       | "Papaoutai"                      | 3:51       |
| 2.       | "Papaoutai" (kéo dài)            | 6:18       |
| 3.       | "Papaoutai" (Mystique Remix)     | 5:01       |
| 4.       | "Papaoutai" (Nicolaz Remix)      | 5:52       |
| 5.       | "Papaoutai" (Liam Summers Remix) | 4:04       |

## Xếp hạng
| Xếp hạng (2013–22)                            | Hạng cao nhất |
| --------------------------------------------- | ------------- |
| Áo (Ö3 Austria Top 40)                        | 3             |
| Bỉ (Ultratop 50 Flanders)                     | 3             |
| Belgium (Ultratop Flanders Dance)             | 7             |
| Belgium (Ultratop Flanders Urban)             | 1             |
| Bỉ (Ultratop 50 Wallonia)                     | 1             |
| Belgium (Ultratop Wallonia Dance)             | 1             |
| Canada (Canadian Hot 100)                     | 70            |
| CIS (Tophit)                                  | 2             |
| Cộng hòa Séc (Rádio Top 100)                  | 10            |
| Châu Âu Digital Song Sales (Billboard)        | 12            |
| Phần Lan (Suomen virallinen lista)            | 4             |
| Pháp (SNEP)                                   | 1             |
| Đức (GfK)                                     | 6             |
| Hungary (Single Top 40)                       | 29            |
| Israel (Media Forest)                         | 8             |
| Italy (FIMI)                                  | 10            |
| Luxembourg Digital Songs (Billboard)          | 2             |
| Hà Lan (Dutch Top 40)                         | 2             |
| Hà Lan (Single Top 100)                       | 2             |
| Romania (Romanian Top 100)                    | 83            |
| Russia (NFPP)                                 | 3             |
| Slovenia (SloTop50)                           | 26            |
| Tây Ban Nha (PROMUSICAE)                      | 36            |
| Thụy Sĩ (Schweizer Hitparade)                 | 4             |
| Thụy Sĩ (Media Control Romandy)               | 2             |
| Hoa Kỳ Hot Dance/Electronic Songs (Billboard) | 25            |

| Xếp hạng (2013)                           | Hạng   |
| ----------------------------------------- | ------ |
| Austria (Ö3 Austria Top 40)               | 44     |
| Belgium (Ultratop Flanders)               | 9      |
| Belgium (Ultratop Wallonia)               | 1      |
| France (SNEP)                             | 3      |
| Germany (Media Control AG)                | 43     |
| Netherlands (Dutch Top 40)                | 11     |
| Netherlands (Single Top 100)              | 6      |
| Russia Airplay (Tophit)                   | 56     |
| Switzerland (Schweizer Hitparade)         | 22     |
| Ukraine Airplay (Tophit)                  | 83     |
| Xếp hạng (2014)                           | Vị trí |
| Belgium (Ultratop Flanders)               | 57     |
| Belgium (Ultratop Wallonia)               | 34     |
| France (SNEP)                             | 36     |
| Italy (FIMI)                              | 36     |
| Netherlands (Single Top 100)              | 72     |
| Russia Airplay (Tophit)                   | 121    |
| Switzerland (Schweizer Hitparade)         | 36     |
| Ukraine Airplay (Tophit)                  | 150    |
| US Hot Dance/Electronic Songs (Billboard) | 87     |
| Xếp hạng (2015)                           | Vị trí |
| France (SNEP)                             | 156    |

## Chứng chỉ
| Quốc gia | Chứng nhận  | Số đơn vị/doanh số chứng nhận |
| --- | ----------- | ----------------------------- |
| Áo (IFPI Áo) | 2× Platinum | 60.000*                       |
| Bỉ (BEA) | 3× Platinum | 60.000*                       |
| Canada (Music Canada) | 2× Platinum | 160.000‡                      |
| Đan Mạch (IFPI Đan Mạch) | Platinum    | 90.000‡                       |
| Pháp (SNEP) | Diamond     | 976,000                       |
| Ý (FIMI) | 2× Platinum | 60.000*                       |
| Hà Lan (NVPI) | Platinum    | 20.000^                       |
| Thụy Sĩ (IFPI) | 2× Platinum | 60.000^                       |
| Anh Quốc (BPI) | Silver      | 200.000‡                      |
| Hoa Kỳ (RIAA) | Gold        | 500.000‡                      |
| Đan Mạch (IFPI Đan Mạch) Streaming | Gold        | 1.300.000                     |
| * Chứng nhận dựa theo doanh số tiêu thụ. · ^ Chứng nhận dựa theo doanh số nhập hàng. · ‡ Chứng nhận dựa theo doanh số tiêu thụ và phát trực tuyến. · Chứng nhận dựa theo doanh số phát trực tuyến. |             |                               |

## Lịch sử phát hành
| Khu vực | Ngày                | Dạng             | Hãng đĩa |
| ------- | ------------------- | ---------------- | -------- |
| Bỉ      | 13 tháng 5 năm 2013 | Digital download | Mosaert  |